# Adventure Island (película)
Adventure Island es una película estadounidense de acción y aventuras estrenada en 1947. Dirigida por Sam Newfield bajo el seudónimo de Peter Stewart, es protagonizada por Rory Calhoun y Rhonda Fleming. Es una versión de otra película, Ebb Tide (1937), basada en la novela homónima de Robert Louis Stevenson.